# Ħ'Attard
Pour les articles homonymes, voir Attard.
Ħ'Attard – ou plus simplement Attard – est une localité de Malte d'environ 10 000 habitants, située dans le centre de Malte, lieu d'un conseil local (Kunsilli Lokali) compris dans la région (Reġjun) Ċentrali. Elle forme avec Ħal Balzan et Ħal Lija la communauté de fait dite des Tlett Villaġġi (Trois Villages).
Ħal Warda (en français : village de roses) un ancien village d'Attard a donné sa devise à la localité : « Floriger Rosis Halo » (J'embaume avec mes fleurs de rose). À l'époque, le village comportait beaucoup de jardins et de rosiers.

## Origine
Ħ'Attard est devenue une paroisse en 1575 par partage de celle de Birkirkara avec deux autres rħulu (au singulier raħal : village en maltais ancien qui a donné ħal village en maltais moderne) Ħal Mann et Ħal Bordi. Mais ces deux villages préfèrent se regrouper avec Ħal Lija et Ħ'Attard se retrouve alors avec Ħal Warda.

### Toponymie
C'est un des nombreux exemples dans la toponymie maltaise où une personne ayant habité le lieu aurait donné son nom à son village. Une autre possibilité voudrait qu'Attard vienne d'un temple d'Ashtart ou Attart mais les archéologues n'ont jamais pu mettre en évidence la présence de ce temple sur le territoire du Kunsill Lokali.

## Paroisse
Attard est devenue une paroisse en 1575 et elle reçoit son premier prêtre, Leonardu Micaleff, en 1579.

### Église
L'église paroissiale d'Attard, dédiée à sainte Marie, est construite à partir de 1613, son clocher date de 1718.
L'église Sainte-Marie est le premier projet d'envergure de l'architecte maltais Tumas Dingli, peut-être sur des plans de Vittorio Cassar. Il en a fait toutes les sculptures, avec l'aide de Giovanni Attard. Cette église est estimée comme étant le meilleur exemple d'architecture Renaissance de l'île avec sa façade et son portail richement sculpté.
Elle mesure 31 mètres de long, sur 26,60 mètres de large. Elle comporte un chœur, deux chapelles latérales, une allée centrale, deux sacristies et dix autels. Elle a été construite sur le plan d'une croix latine.

## Histoire
Lors de l'épidémie de peste de 1675/76, la peste bubonique tue alors 22 % de la population maltaise (seulement 7 % dans les campagnes). Dans les années 1670, le village de Ħ'Attard comprend environ 165 foyers, soit environ 660 personnes, autour de 1000 avec la campagne, la peste y fera 104 morts enterrés au cimetière tal-Pesta.

## Géographie
|          | Naxxar     |            |
| Ir-Rabat | Ħ'Attard   | Birkirkara |
|          | Ħaż-Żebbuġ |            |

## Patrimoine et culture
C'est à Attard que se trouve :
- le palais Saint-Antoine, résidence officielle du Président de Malte. Construit en 1625, il était la maison de campagne d'Antoine de Paule, grand maître de l'ordre de Saint-Jean de Jérusalem de 1623 à 1636.
- le jardin botanique Saint-Antoine, la plus grande partie de l'ancien parc du palais Saint-Antoine, est ouvert au public. Il est considéré comme étant le plus agréable jardin de Malte avec ses espèces méditerranéennes ou tropicales comme le chorisia speciosa, ses fontaines - celles de l'Aigle et des Mascarons - et ses volières.

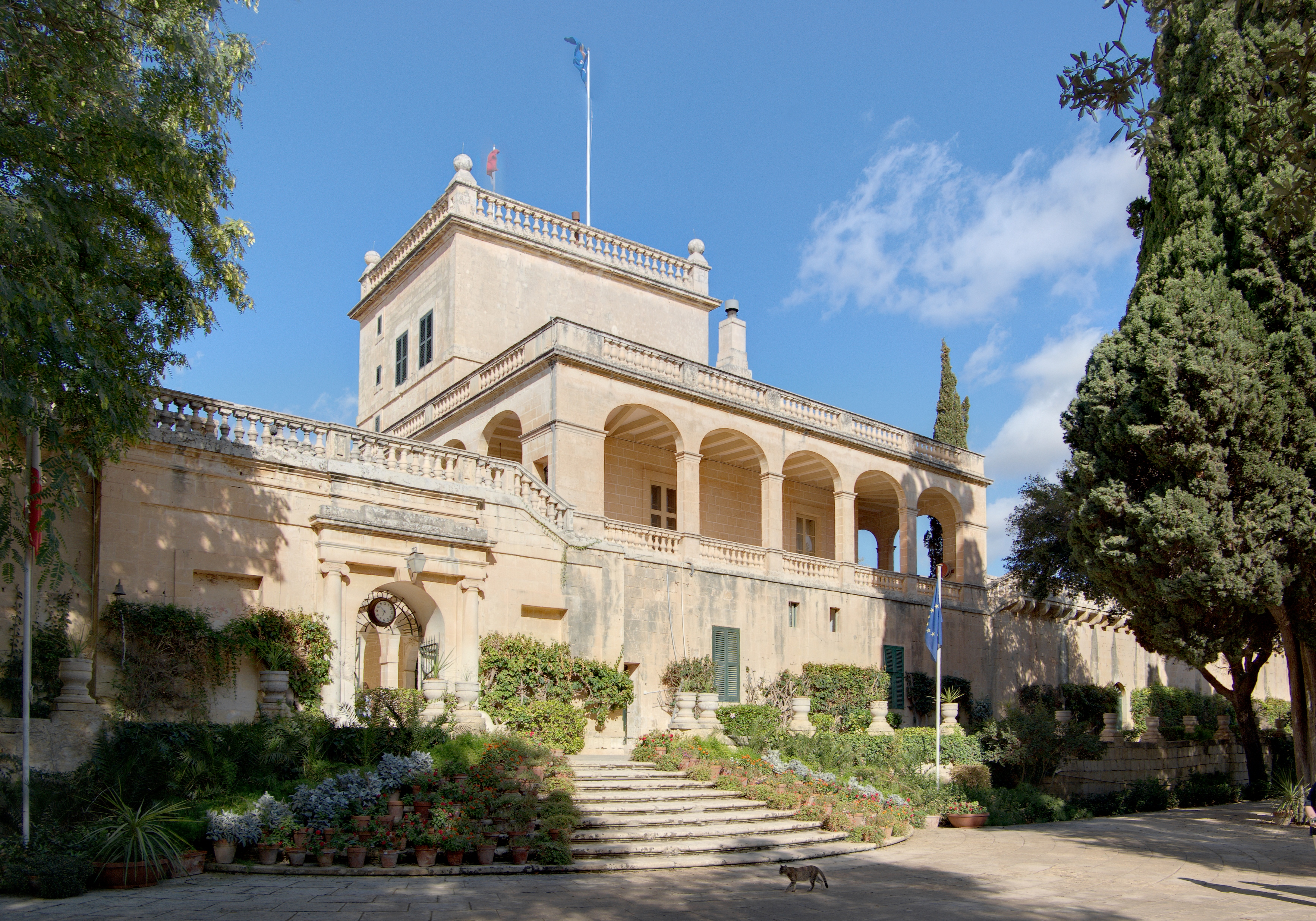
Palais Saint-Antoine (résidence du président de Malte)
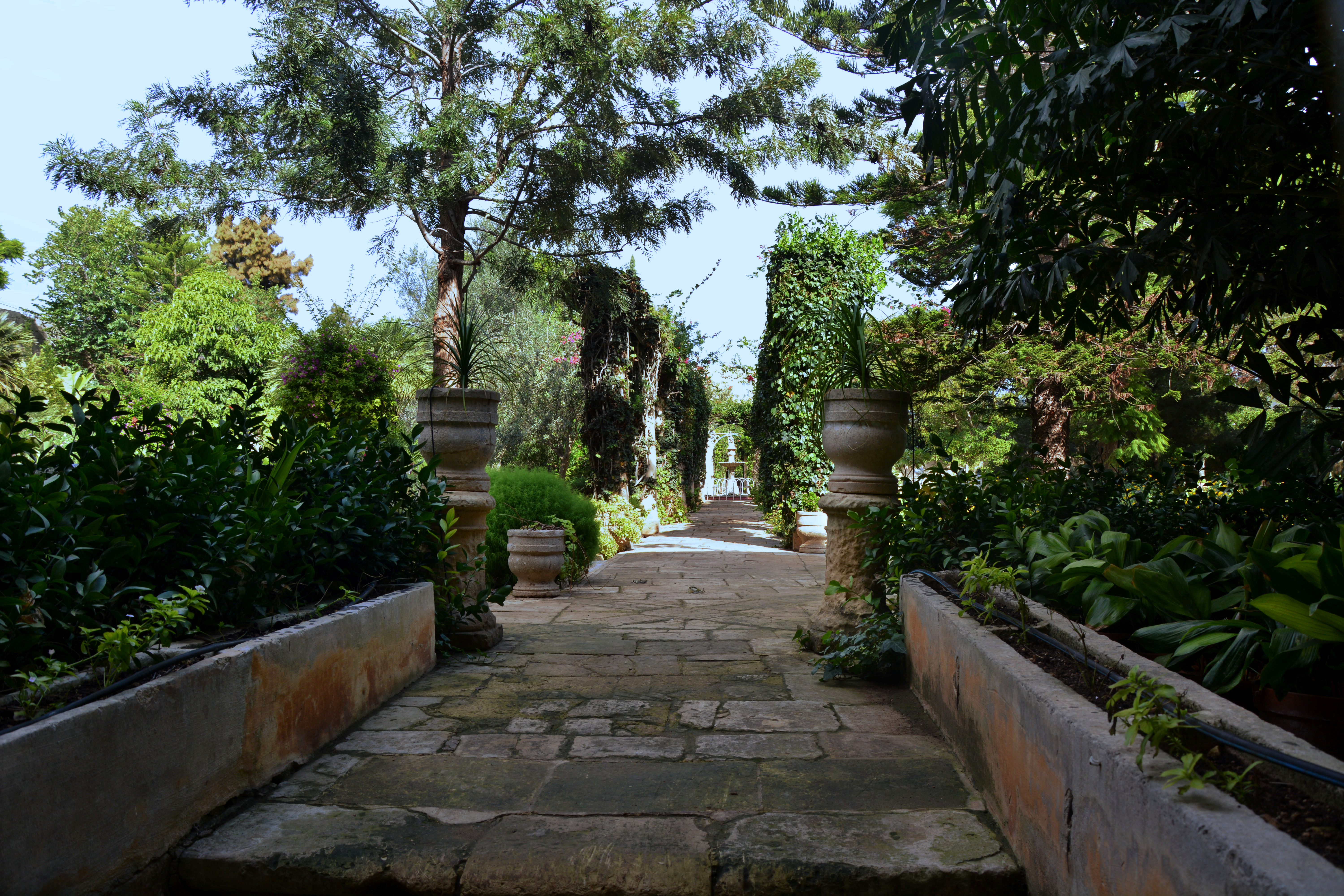
Jardins botanique Saint-Antoine

Parmi les lieux présentant un intérêt particulier :
- L'église de l'Assomption (1665)
- L'église Saint-Paul (1729)
- La chapelle Sainte-Catherine (1959)
- La Casa Bologna et ses jardins (ancienne résidence de Lord Strickland, actuelle résidence de l'ambassadeur des États-Unis)
- La Casa de Piro (résidence prêtée à l'actuel grand maître de l'ordre souverain de Malte)
- La Casa Bonavita et ses jardins
- La villa Marchesi
- La Casa Ogirra
- La villa Rosevilla (style 1900)
- L'ancien aérodrome militaire de Ta' Qali avec ;
  - le stade national
  - le parc national
  - le « Village artisanal » (Crafts Village)
  - Le musée de l'air

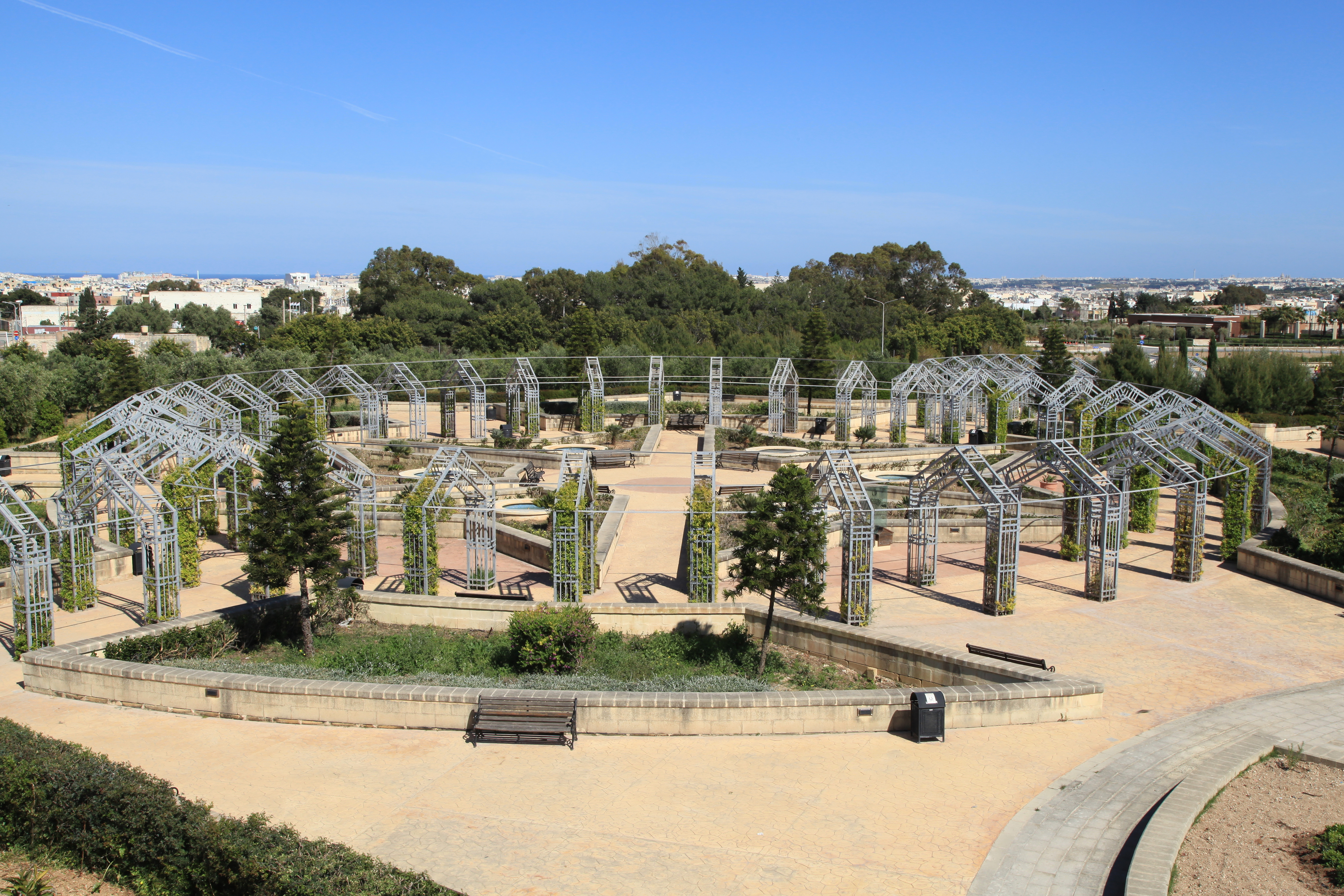
Parc National de Ta' Qali
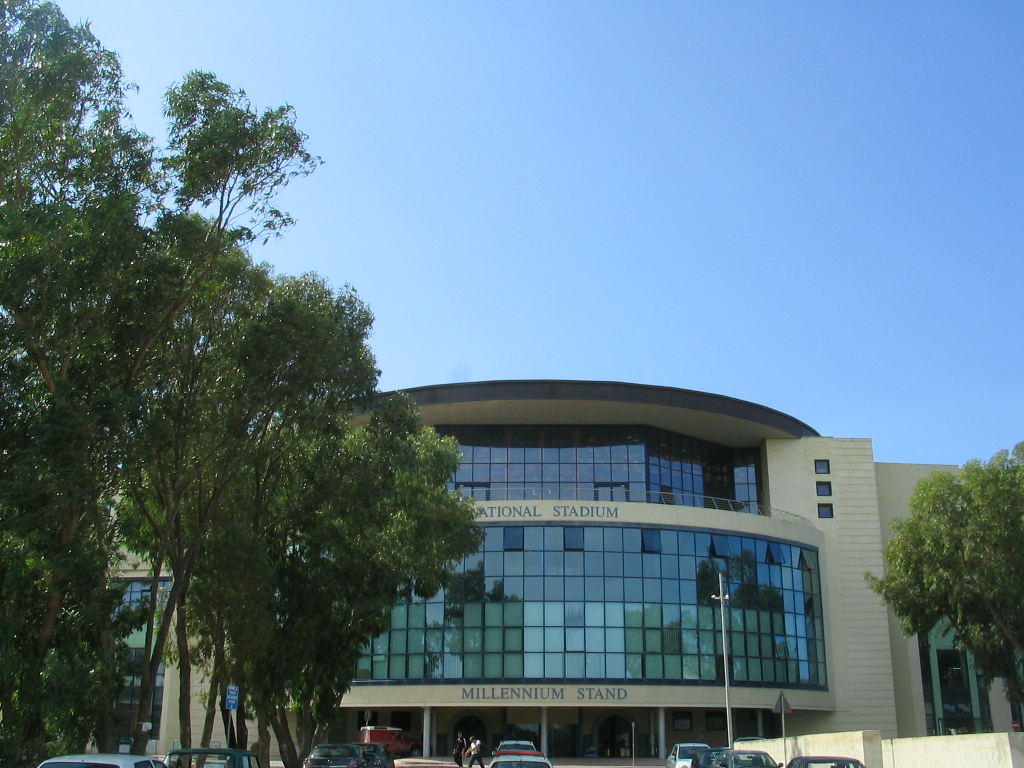
Stade National de Malte (Ta' Qali)
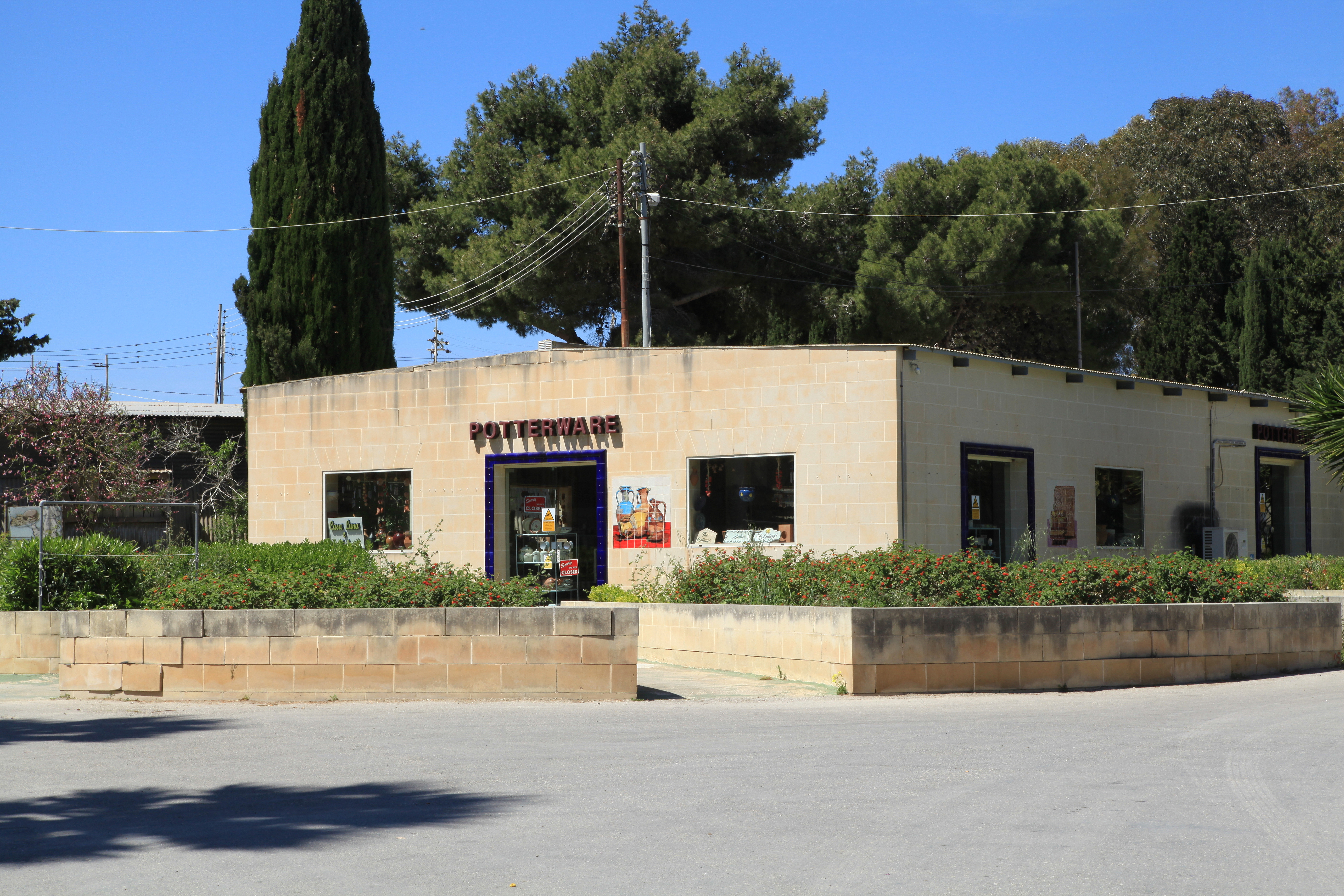
Le village artisanal (Crafts Village)

### Personnes notables
- Tumas Dingli (1591-1666), architecte né à Attard
- Gerald Strickland (1861-1940), ancien premier ministre maltais, décédé à Attard (Villa Bologna).
- Simon Busuttil (1969-), homme politique maltais, né à Attard.

### Sport
Attard compte un club de football, le Attard FC, fondé en 1974 (Attard F.C)

### Jumelages
- Pieve Emanuele (Italie), situé dans la province de Milan depuis 2004[2]
- Élancourt (France)